# Карамелизирана ябълка
Карамелизираната ябълка (известно и като захаросана ябълка) (на английски: candy apple) е вид сладкарско изделие, което представлява цяла ябълка покрита с карамелизирана захар, забодена с пръчка, която да служи за дръжка. Това е често срещан десерт на есенните фестивали в западната култура и особено - в Северното полукълбо, като Хелоуин и Нощта на Гай Фокс, тъй като те се случват след ежегодните реколти от ябълки.
Карамелизираните ябълки се правят чрез покриване на ябълка със слой разтопена захар. Най-често срещаното захарно покритие е направено от захар (бяла или кафява), царевичен сироп, вода, канела и червен оцветител за храна. Влажното време може да попречи на захарта да се втвърди. Ястието е различно от карамелената ябълка, която се приготвя по различен способ.

## История
Според един източник, американецът Уилям Колб е изобретил червената карамелизирана ябълка. Той е ветеран и производител на бонбони от град Нюарк, щат Ню Джърси. Произвежда първата си партида захаросани ябълки през 1908 г. и я излага в своя магазин за бонбони. С това цели да демонстрира вида на своите експериментални бонбони с червена канела, подготвяни за продажба по Коледа - той потапя няколко ябълки в сместа за тях и ги поставя в прозорците на показ. Продава ги всичките по за 5 цента всяка. По-късно продава хиляди бройки годишно и скоро (според „Нюарк Нюз“ от 1948 г.) захаросани ябълки се продават по цялото крайбрежието на щата и из цирковете и в магазините за бонбони в цялата страна 
През 60-те и 70-те години на 20 век новинарски съобщения за деца, за които се твърди, че са почерпени по време на Хелоуин с карамелизирани ябълки, в които има скрити карфици и ножчета за бръснене, всяват паника у родителите в САЩ, които се безпокоят за живота на децата си. Отговаряйки на притесненията им, болниците предлагат безплатни рентгенови снимки за откриване на предмети, които биха се съдържали в карамелизираните ябълки. Слухът остава непотвърден и попада в категорията на градските легенди.

## Галерия
- Pommes d'amour („любовни ябълки“) от Франция
- С цветни пръчици
- С червен карамел и натрошени фъстъци
- С цепени клечки в Куенка, Испания
- В Румъния